# パルディスキ
パルディスキ（エストニア語: Paldiski）はエストニア共和国北西部に位置し、バルト海の港町。タリンの45km西にある。ハリュ県に属する。
ソ連時代はソビエト海軍原子力潜水艦訓練センターがあり、1994年にロシア海軍が撤収するまで閉鎖都市となっていた。

## 歴史
スウェーデン人が住んでいた漁村だった。

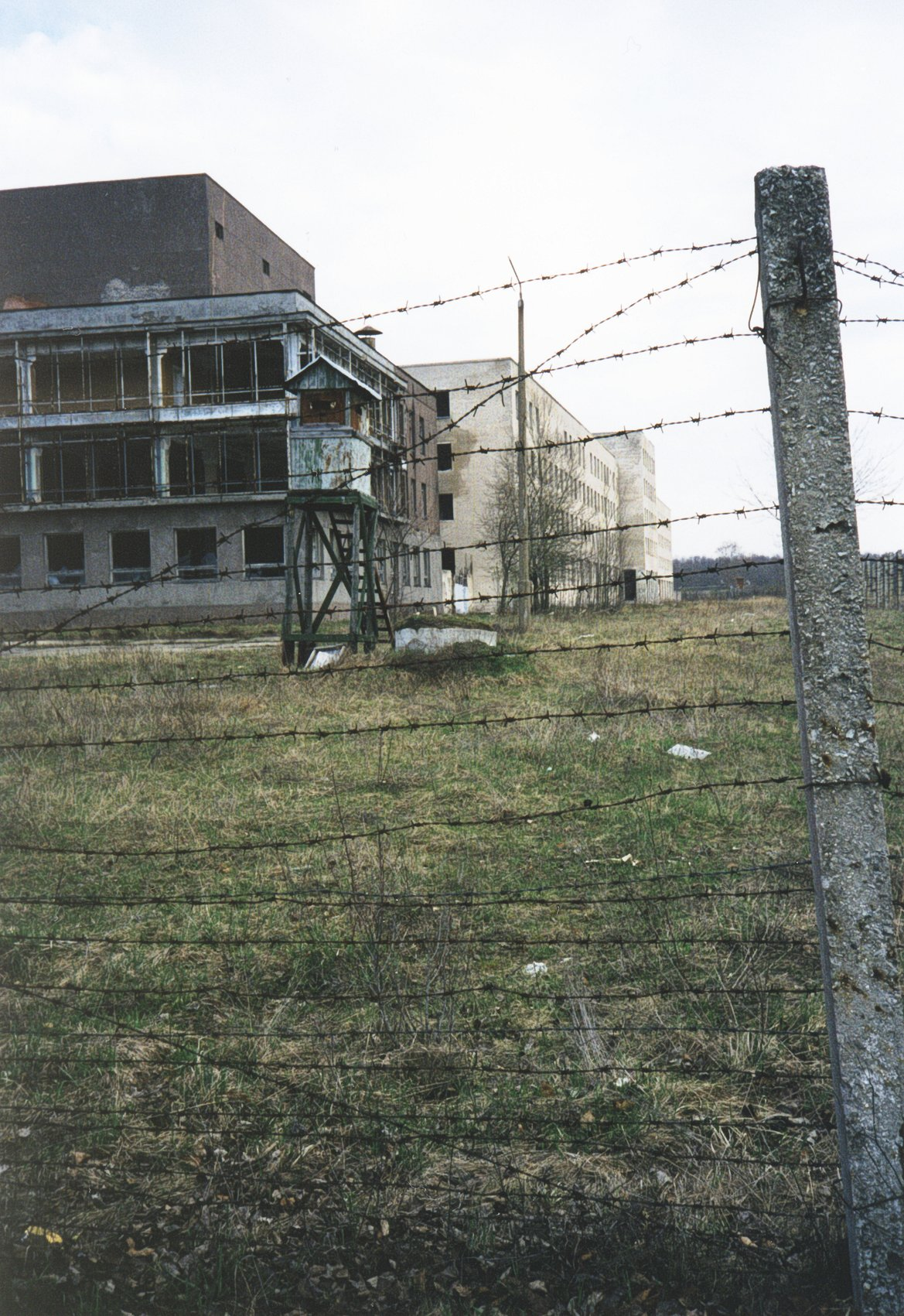
軍事施設の跡.

18世紀にロシアの海軍基地が作られると1762年、「バルト海の港」を意味するバルチースキー・ポルト（ロシア語: Балтийский Порт）と改名される。
エストニア語では1933年から、同じ意味のパルディスキと呼ばれる。
1962年にソビエト海軍原子力潜水艦訓練センターができ、2つの原子炉も完成。16,000人が働くソ連でも最大級の施設であった。
このため、町全体が有刺鉄線で囲われ、完全な閉鎖都市となった。エストニアに作られた閉鎖都市は、パルディスキとシッラマエの2つが有名である。
1994年8月、最後のロシア艦艇がこの町を離れ、1995年9月にはロシアは原子炉の管理権も放棄した。
独立までエストニア人はほとんどいなかったが、港湾を中心にエストニアの町作りが行われている。
現在は、ソ連式のアパートや軍事施設の廃墟が観光客を集めている。
スウェーデンのカペルシャーとの間をタリンクがフェリーを運航している。